# Международный аэропорт имени Линдена Пиндлинга
Международный аэропорт имени Линдена Пиндлинга (англ. Lynden Pindling International Airport), (ИАТА: NAS, ИКАО: MYNN), ранее известный как Международный аэропорт Нассау — крупнейший аэропорт Багамских островов и самый большой международный аэропорт страны. Расположен на западе острова Нью-Провиденс недалеко от столицы Багамских островов Нассау.
Международный аэропорт имени Линдена Пиндлинга является главным транзитным аэропортом (хабом) национальной авиакомпании Bahamasair. Вследствие высокой частоты регулярных и чартерных рейсов в Соединённые Штаты Америки в аэропорту работает пограничная служба предварительного таможенного контроля США, поэтому пассажиры, прибывающие в аэропорты Соединённых Штатов из Аэропорта Нассау, не проходят пограничный и таможенный досмотры аналогично пассажирам внутренних рейсов.
6 июля 2006 года аэропорт официально изменил своё прежнее название на Международный аэропорт имени Линдена Пиндлинга, полученное в честь первого премьер-министра Содружества Багамских островов, Достопочтенного сэра Линдена Оскара Пиндлинга (22 марта 1930 — 25 августа 2000). Жители Багамских островов зачастую называют первого премьера «Отцом народа». В 1967 году Пиндлинг простым большинством был избран главой правительства страны и руководил Багамами до 1992 года, добившись в 1973 году независимости страны от Соединённого Королевства.

## Реконструкция аэропорта
В целях расширения и улучшения сервиса предоставляемых услуг в аэропортовом комплексе, а также в соответствии с текущей необходимостью увеличения пропускной способности аэропорта, Правительство Багамских островов в партнёрстве с сервисной обслуживающей компанией Международного аэропорта Ванкувер создало специальную строительную компанию для проведения реконструкции и расширения Международного аэропорта имени Линдена Пиндлинга.
17 сентября 2007 года был опубликован план реконструкции аэропорта, содержащий работы по строительству новых пассажирских терминалов и внедрения современных технологий в части обслуживания самолётов и сервисного обслуживания пассажиров аэропорта. После завершения реализации проекта аэропорт будет способен принимать широкофюзеляжные самолёты Airbus A380.

## Авиакомпании и направления полётов

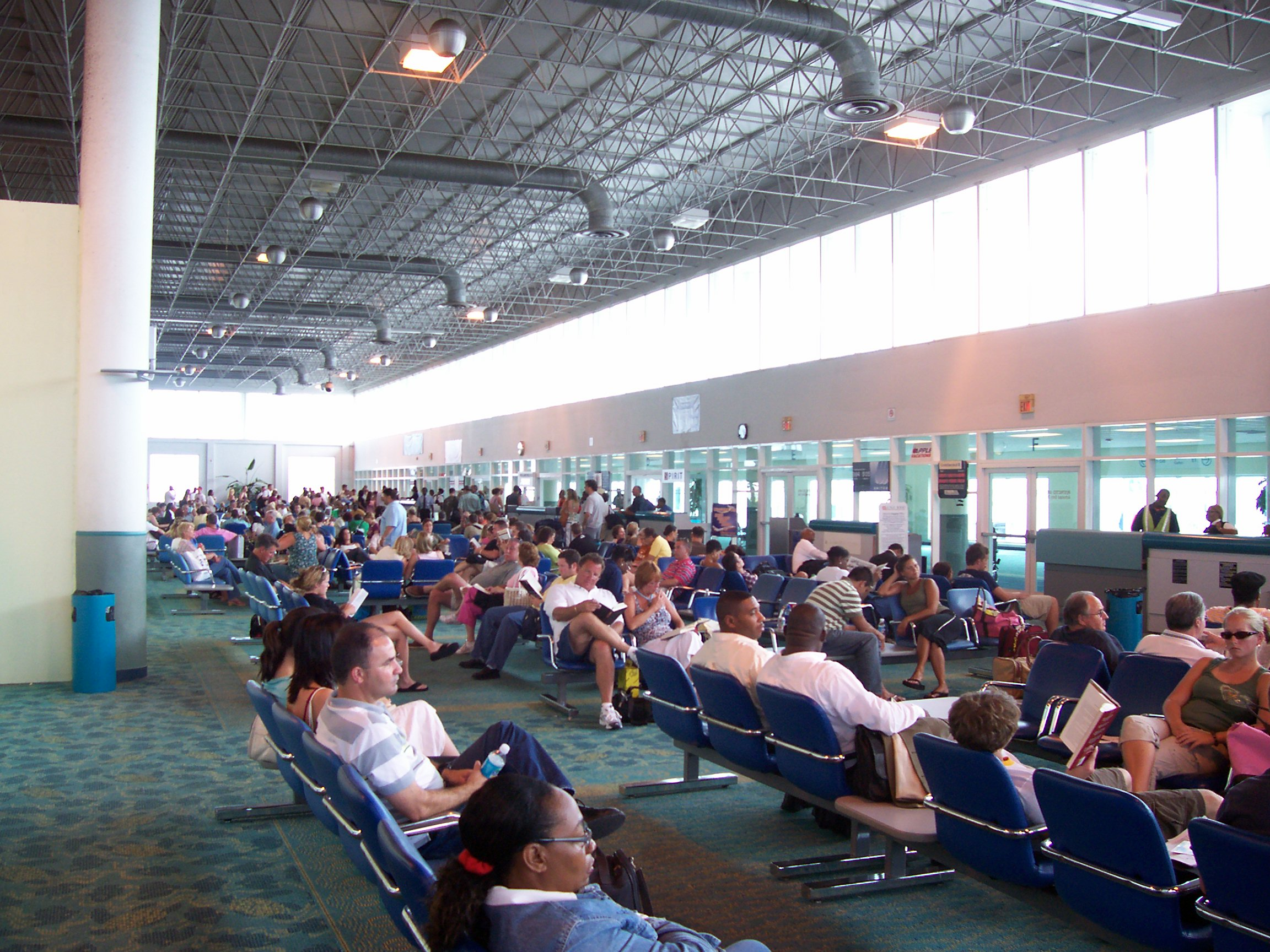
Зал отправления Международного аэропорта имени Линдена Пиндлинга. Больше половины всех международных рейсов составляют маршруты в США